# Perittia ochrella
Perittia ochrella är en fjärilsart som beskrevs av Sergej Yurjevitsch Sinev 1992. Perittia ochrella ingår i släktet Perittia och familjen gräsmalar, Elachistidae. Inga underarter finns listade i Catalogue of Life.